# Paseo Mirador Atkinson
El Paseo Mirador Atkinson es un paseo peatonal y mirador ubicado en el cerro Concepción, Valparaíso.

## Historia
La historia de la urbanización de este sector del cerro Concepción se encuentra directamente vinculada a la llegada de inmigrantes británicos y alemanes, quienes comenzaron durante el siglo XIX con el poblamiento de esta área de difícil acceso en sus inicios, debido principalmente a lo accidentado del relieve y por la presencia de acantilados, lo que lo convertía en una zona menos atractiva para los habitantes locales. En 1825, el ingeniero británico Josué Waddington, el cual era el único propietario del cerro Concepción y del cerro Playa Ancha, puso en venta parte de sus terrenos ubicados en esta ladera del cerro, lo que dio inicio a la edificación de las primeras viviendas para los migrantes de origen europeo en loteos destinados a pequeñas quintas.  Durante el siglo XVIII los habitantes criollos habían hecho una cancha de chueca (palín) en las inmediaciones, la cual abandonaron en las décadas posteriores. La Sociedad Alemana de Beneficencia de Valparaíso (DWG), adquirió algunos terrenos para la construcción de la primera escuela alemana y otras instituciones germánicas.

## Componentes
El paseo es reconocido por una característica fila de casas de estilo victoriano pintadas de distintos colores una de otra y que datan de 1886, mientras que frente a ellas y alrededor de todo el paseo es posible tener una vista desde esa altura hacia el plan de Valparaíso y el borde costero al océano Pacífico hasta Viña del Mar hacia el Oeste, mientras que hacia el Este es posible ver los cerros que bordean el sector de El Almendral. Las viviendas fueron construidas por iniciativa de Juan Atkinson Mac Farlan, empresario naviero de origen inglés al cual se le debe el odónimo del lugar. En su extremo destaca el Hotel Brighton, el cual posee una terraza al aire libre frente a un acantilado. Desde el Plan de la ciudad es posible acceder por calle Esmeralda por unas escalinatas que conectan con el paseo ubicadas a un costado de la casa editorial de El Mercurio de Valparaíso. Adyacente al paseo mirador se encuentra un sitio eriazo donde iba a ser construida una plaza con juegos infantiles, sin embargo, no se concretó.

## Galería

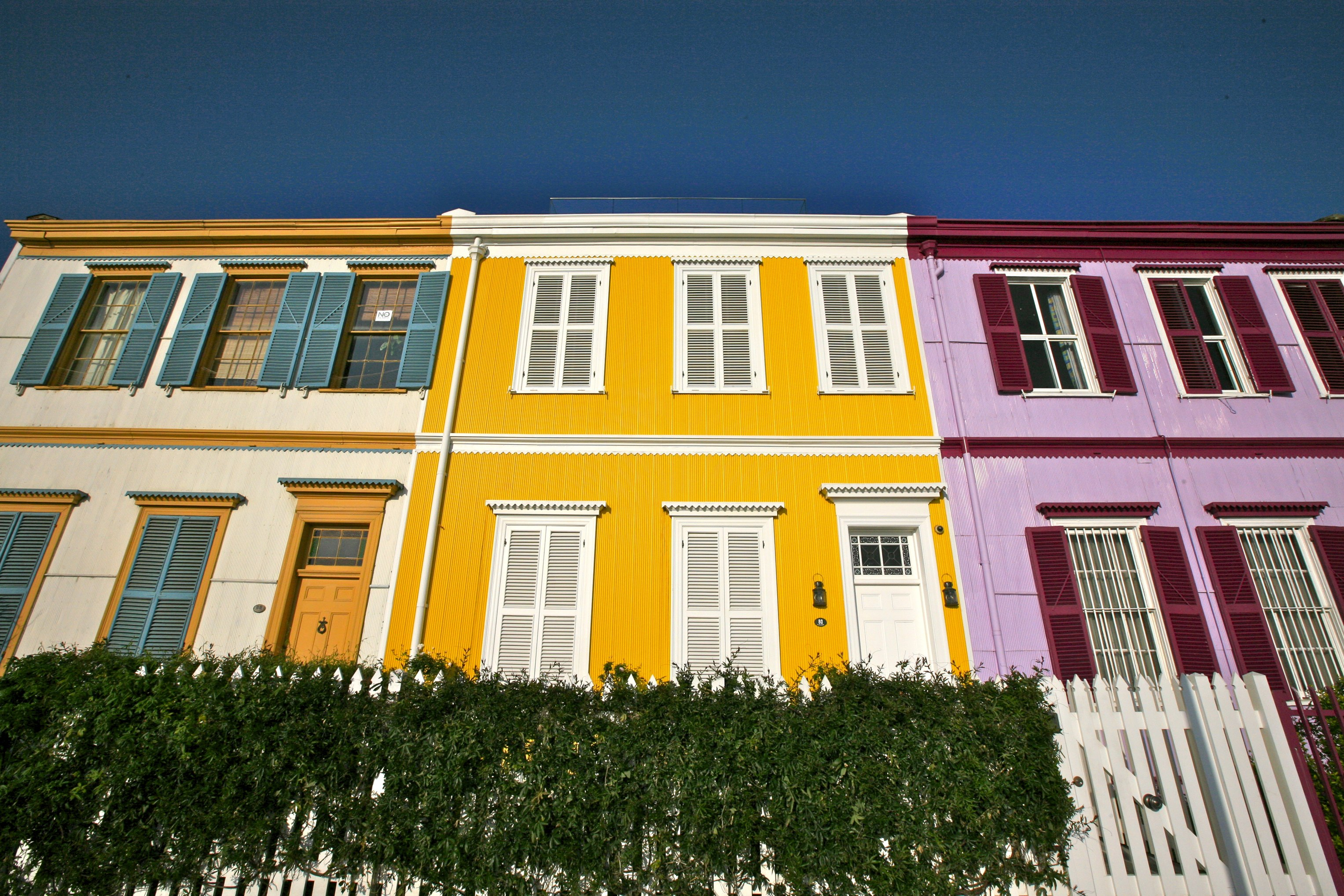
Detalle de las fachadas coloridas de las viviendas ubicadas en el paseo
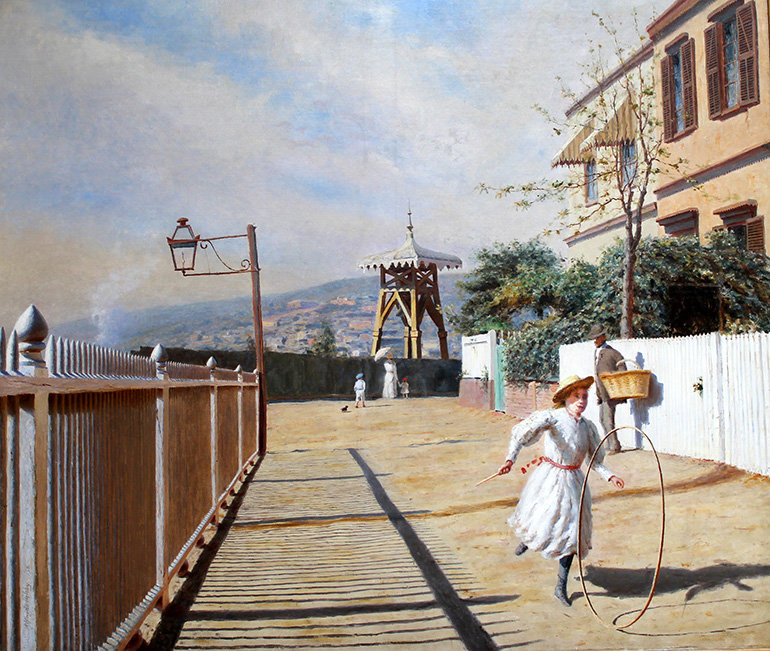
Pintura del Paseo Atkinson en 1886 (obra de Alfredo Helsby)
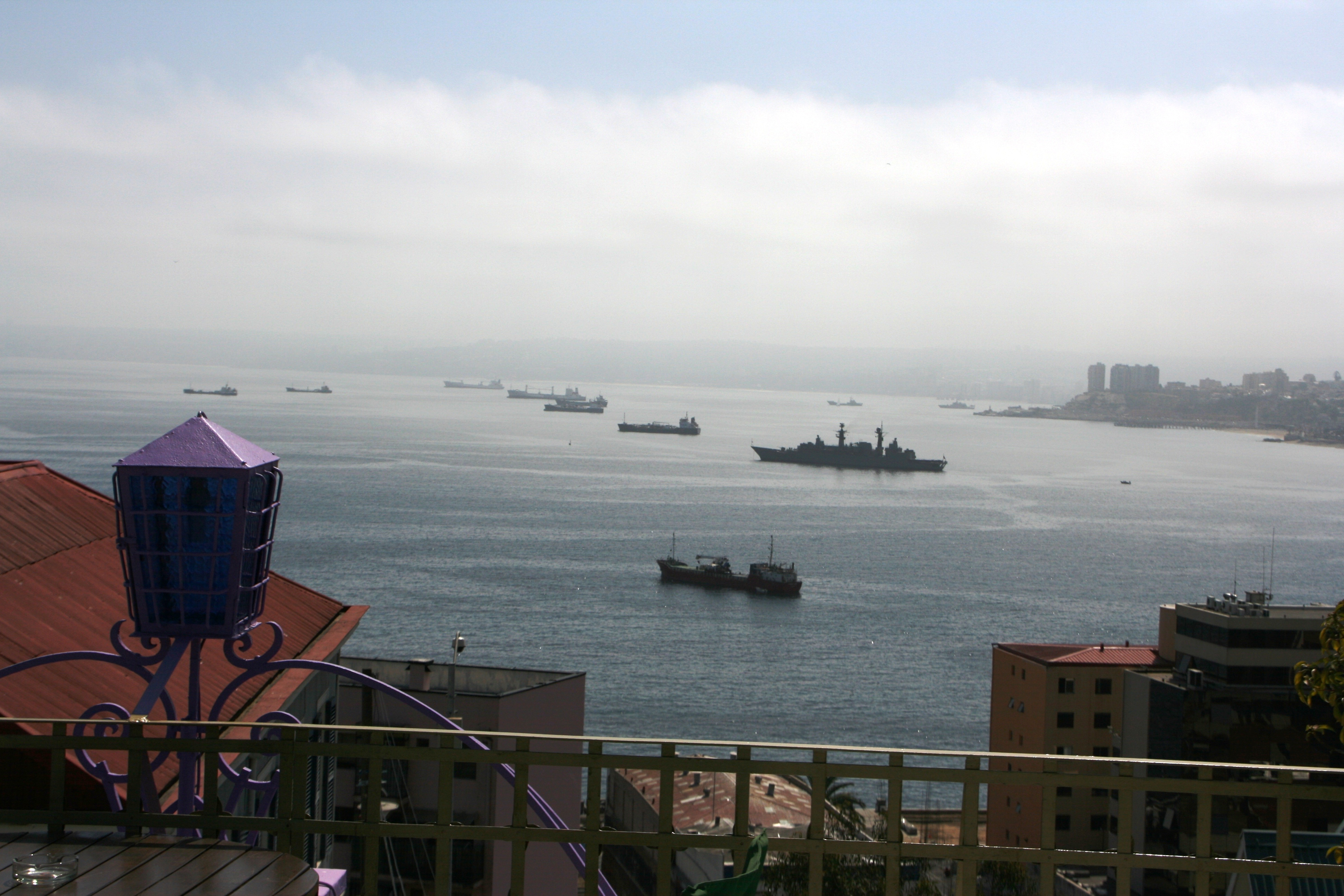
Vista a la bahía de Valparaíso desde el mirador del paseo
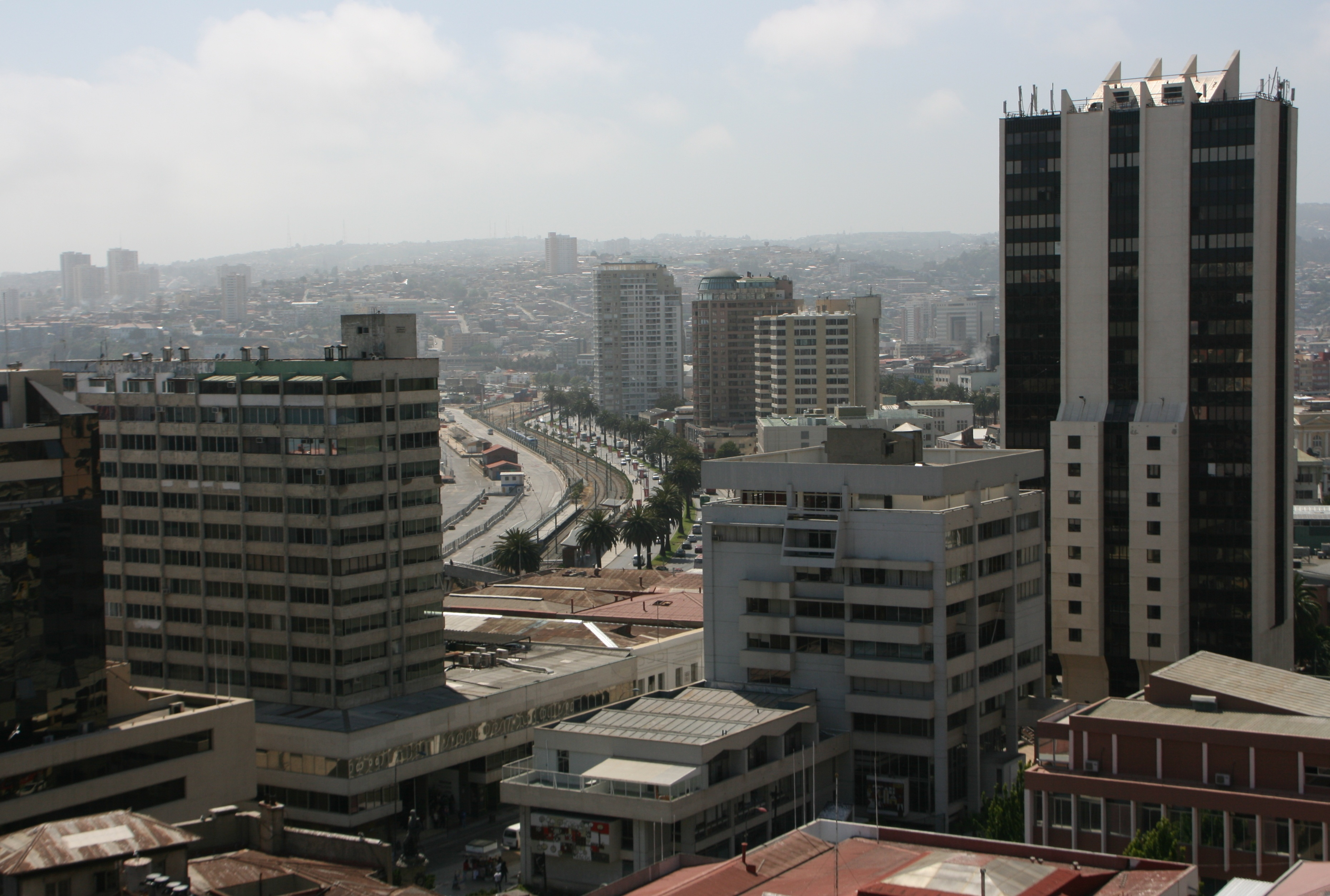
Vista hacia Calle Blanco y la Avenida Errázuriz desde el mirador
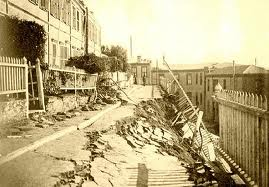
Vista del paseo luego de los daños provocados por el terremoto de Valparaíso de 1906
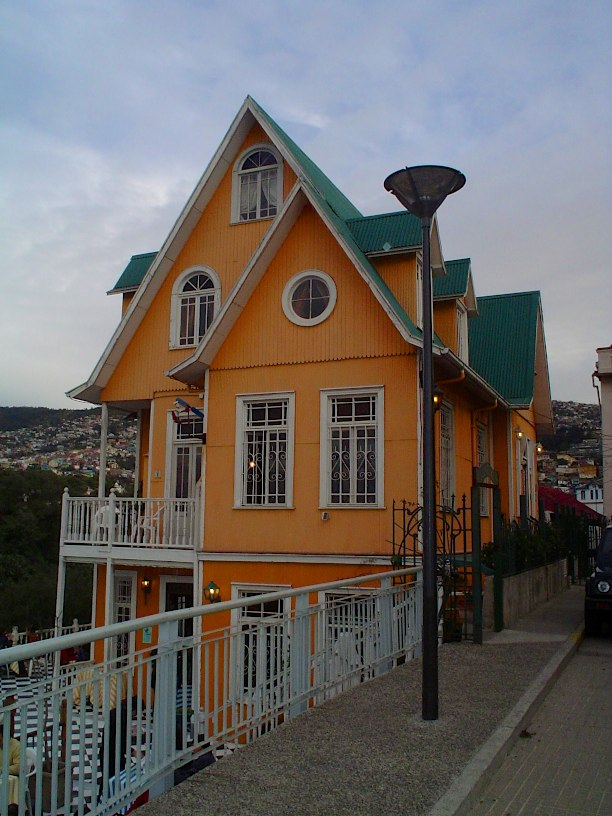
Café Turri y Hotel Brighton